# Printzia
Printzia je rod glavočika smješten u vlastiti podtribus Printziinae,  dio tribusa Astereae. Postoji šest priznatih vrsta iz Južne Afrike i Lesota.
Vrsta P. polifolia gubi stanište zbog urbane ekspanzije i poljoprivrede, prijeti i konkurencija stranih invazivnih biljaka, prekomjerna ispaša.

## Vrste
1. Printzia aromatica Less., Western Cape.
2. Printzia auriculata Harv., Mpumalanga, Free State, KwaZulu-Natal, Eastern Cape; Lesoto.
3. Printzia huttonii Harv., Eastern Cape.
4. Printzia nutans (Bolus) Leins, Free State, KwaZulu-Natal; Lesoto.
5. Printzia polifolia (L.) Hutch., Eastern Cape, Western Cape.
6. Printzia pyrifolia Less., Free State, KwaZulu-Natal, Eastern Cape; Lesotho.

## Sinonimi
- Lioydia Neck. ex Raf.